# MAFF
MAFF (англ. MAF bZIP transcription factor F) – білок, який кодується однойменним геном, розташованим у людей на короткому плечі 22-ї хромосоми. Довжина поліпептидного ланцюга білка становить 164 амінокислот, а молекулярна маса — 17 760.
| 10         |  | 20         |  | 30         |  | 40         |  | 50         |
| ---------- |  | ---------- |  | ---------- |  | ---------- |  | ---------- |
| MSVDPLSSKA |  | LKIKRELSEN |  | TPHLSDEALM |  | GLSVRELNRH |  | LRGLSAEEVT |
| RLKQRRRTLK |  | NRGYAASCRV |  | KRVCQKEELQ |  | KQKSELEREV |  | DKLARENAAM |
| RLELDALRGK |  | CEALQGFARS |  | VAAARGPATL |  | VAPASVITIV |  | KSTPGSGSGP |
| AHGPDPAHGP |  | ASCS       |  |            |  |            |  |            |

A: Аланін

C: Цистеїн

D: Аспарагінова кислота

E: Глутамінова кислота

F: Фенілаланін

G: Гліцин

H: Гістидин

I: Ізолейцин

K: Лізин

L: Лейцин

M: Метіонін

N: Аспарагін

P: Пролін

Q: Глутамін

R: Аргінін

S: Серин

T: Треонін

V: Валін

Кодований геном білок за функцією належить до репресорів. 
Задіяний у таких біологічних процесах, як відповідь на стрес, транскрипція, регуляція транскрипції, альтернативний сплайсинг. 
Білок має сайт для зв'язування з ДНК. 
Локалізований у ядрі.